# 카리베스 데 안소아테기
카리베스 데 안소아테기 (Caribes de Anzoátegui)는 베네수엘라 푸에르토 라 크루즈에 위치한 프로 야구팀이다. 베네수엘라 프로페셔널 베이스볼 리그 소속이며, 에스타디오 알폰소 치코 카라스퀠 야구장을 홈구장으로 사용하고 있다. 총 1회의 리그 우승을 차지하였다.

## 야구단 정보
| 감독   | 14 훌리오 프랑코 |
| 코치   | 48 아리엘 프리에토 · 27 마이크 알바레즈 · 57 제임스 미스무크 · 66 프레디 곤살레스 · 73 에드너 곤살레스 · 76 조니 카라바잘 · 77 헨더슨 루고 |
| 투수   | 9 앤드류 발드윈 · 26 라몬 라미레즈 · 37 렌옐 핀도 · 42 존 헌톤 · 47 알렉스 세라노 · 49 알렉스 에레라 · 61 브라이안 비야레알 · 63 후안 마르카노 · 64 지안 토레도 · 70 페드로 로드리게스 · 72 헤수스 마르티네즈 · 19 호세 알바레즈 · 68 레스터 올리베로스 · 60 리챠드 살라자르 · 46 웨스 에써리즈 |
| 포수   | 10 거스타보 몰리나 · 15 루이스 올리베로스 · 58 호세 길 · 50 엘리저 알폰조 |
| 내야수 | 2 알렉시 아마리스타 · 3 루이스 누네즈 · 4 니우만 로메로 · 24 후안 파블로 카마초 · 44 드미트리 영 · 1 루이스 우구에토 · 12 호세 코로나도 |
| 외야수 | 7 고르키스 에르난데즈 · 32 제레미 무어 · 43 알렉시스 에스피노자 · 67 마이크 윌슨 · 34 아비사일 가르시아 · 62 리노 가르시아 · 75 데이브 사펠트 · 35 스테판 가트렐 |